# Trnovec nad Váhom
Trnovec nad Váhom (in ungherese Tornóc) è un comune della Slovacchia facente parte del distretto di Šaľa, nella regione di Nitra.